# Devil sticks

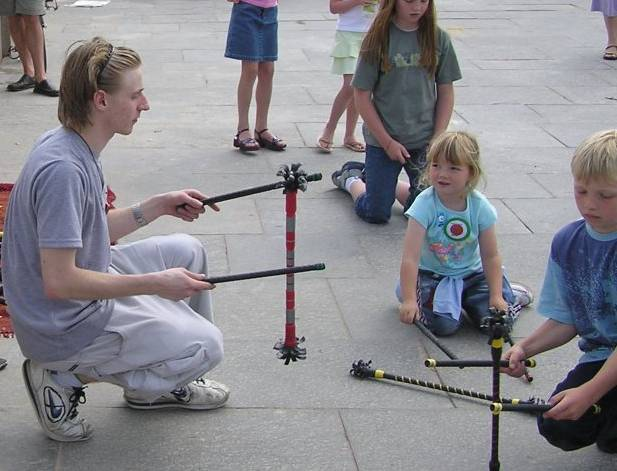
Flower Stick em ação.

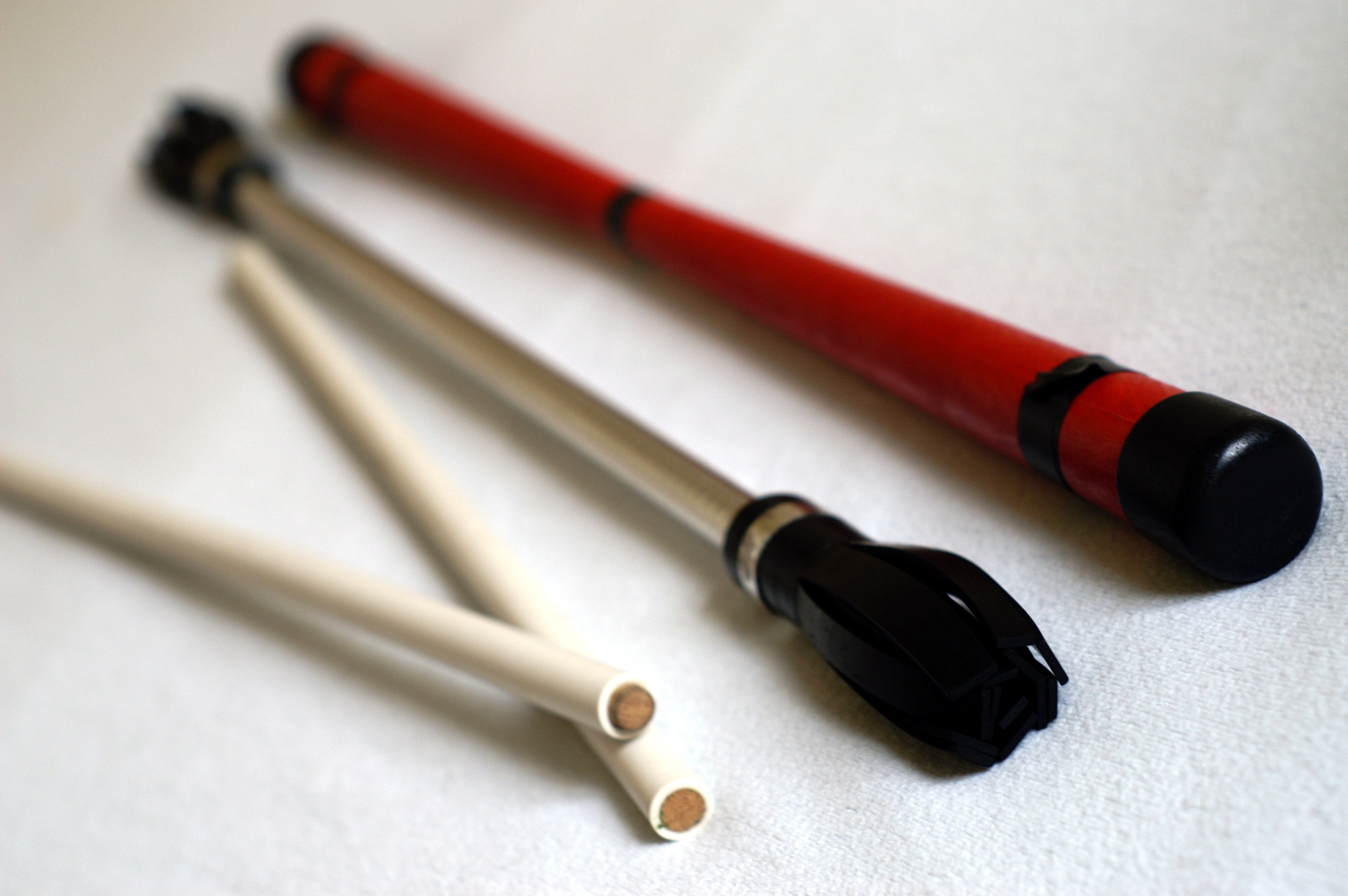
Devil Stick (à direita), Flower Stick e os Hand sticks.

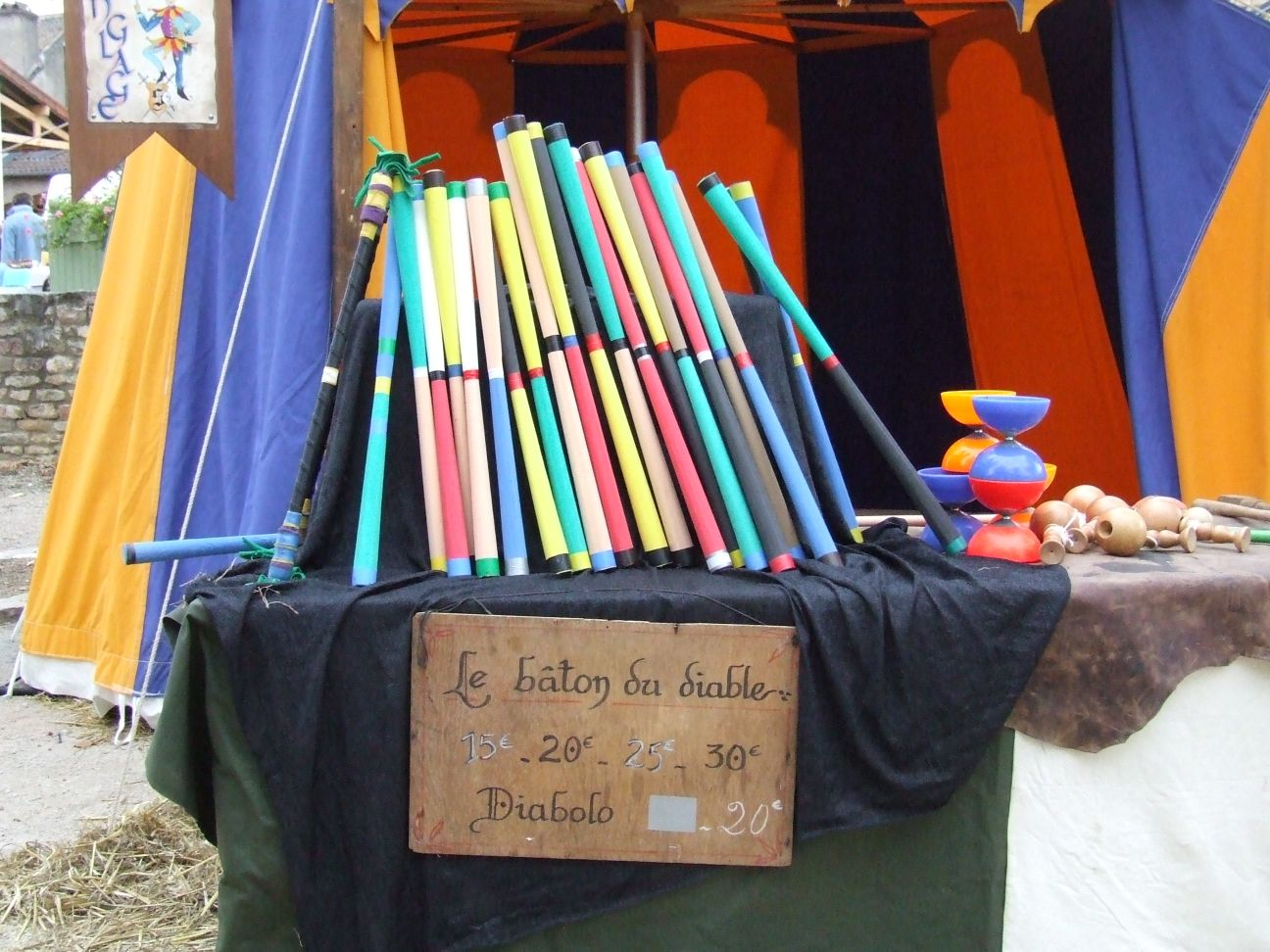
Devil Sticks.

Os devil sticks (ou bastões chineses) são bastões de comprimento variável equilibrados para uma exibição pública de habilidade e entretenimento. São usados três tacos:
- Main stick - o principal, o maior.
- Hand stick - dois tacos que ficam nas mãos dos malabaristas, esses são menores.

Os devil sticks podem aparecer como flower stick, que usa um princípio ligeiramente diverso, utilizando "flores", que são tiras de borrachas, cordas entre outros objetos que ficam na ponta do main stick, isto ajuda nas manobras.

## História
Não se sabe muita coisa sobre os devil sticks, se sabe que ele foi criado na China e que era a arte de manter no ar um bastão de madeira, utilizando para isso duas baquetas.
Já no Brasil o primeiro a trazer esse malabarismo foi Pedro Ramirez, que o trouxe do Chile e depois veio a fabricar o mesmo em seu país. Ainda não muito difundido os devil sticks cada vez ganham mais praticantes e admiradores.

## Material
Os tacos principais podem ser feitos de madeira ou de outros materiais como o plástico ou silicone. Não há algo que seja melhor adequado. Cada praticante acaba achando o que lhe convém.
Os hands podem ser de madeira (que na maioria das vezes é mais fina do que a do taco principal).
Os flower sticks, fabricados em fibra de vidro e recobertos com silicone, apresentam maior durabilidade e aderência, sendo os preferidos por amadores e profissionais.

## Manobras
Há uma infinidade de manobras, cada praticante vai descobrindo-se com o tempo. Mas, as principais para se começar a treinar são (os nomes são meramente ilustrativos, cada um acaba chamando de um jeito):
- Tic-Tac - o básico, um pra cá, um pra lá.
- Giro externo - consiste em dar um giro por fora pelo hand-stick e voltar ao Tic-Tac.
- Salto simples - de forma básica é lançar o taco principal de forma que ele vá para cima e volte de uma maneira que você consiga controlar e não deixe cair.
- Hélice - girar o taco principal usando apenas um hand-stick.
- Disco - com o hand em movimento ondulatório, consiste em fazer o taco principal girar horizonatalmente sobre os dois hands.
- Devil-Fire - usa-se fogo nas pontas do taco principal (este recurso só deve ser usado com total domínio das manobras que pretende executar).
- Equilíbrio - consiste em fazer o Tic-Tac se equilibrando com a perna direita na frente,a esquerda a trás e o corpo ligeiramente inclinado para trás.